# Alif Dhaal
Cette page contient des caractères et des mots thâna comme ހ ou ފ. En cas de problème, consultez l’article Maldivien ou testez votre navigateur.
Alif Dhaal  est une subdivision des Maldives composée de la partie sud de l'atoll Ari. Ses 8 679 habitants se répartissent sur 10 des 49 îles qui composent la subdivision. Sa capitale est Mahibadhoo.

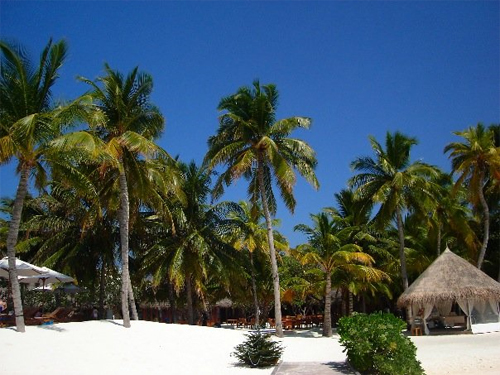
Hôtel sur Ari.